# Eilema comma
Eilema comma är en fjärilsart som beskrevs av De Toulgoët 1956. Eilema comma ingår i släktet Eilema och familjen björnspinnare. Inga underarter finns listade i Catalogue of Life.